# Associação Esportiva Tiradentes
L'Associação Esportiva Tiradentes és un club de futbol brasiler de la ciutat de Fortaleza a l'estat de Ceará.

## Història

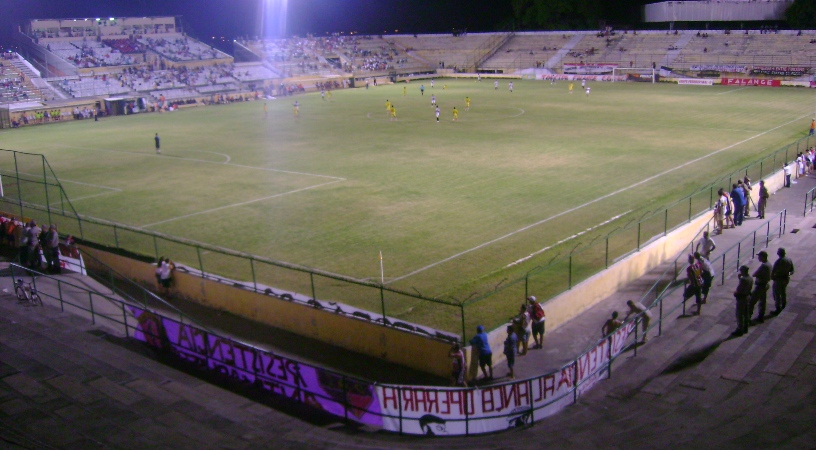
Estadi Presidente Vargas (Ceará).

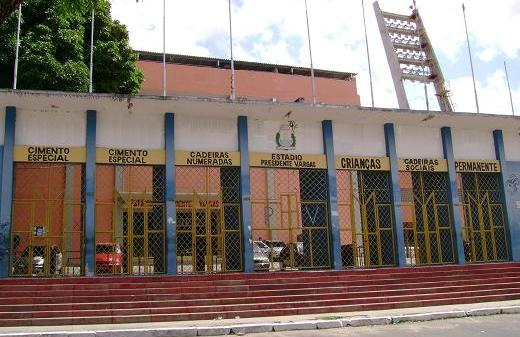
Estadi Presidente Vargas - exterior.

El club va ser fundat el 15 de setembre de 1961. El seu triomf més important fou la victòria al campionat estatal de l'any 1992.

## Palmarès
- Campionat cearense: 
  - 1992

## Estadi
L'Associação Esportiva Tiradentes juga els seus partits a l'Estadi Presidente Vargas. Té una capacitat per a 23.000 espectadors. També juga partits a l'Estadi Alcides Santos, amb capacitat per a 7.100 persones.